# Arundinella setosa
Arundinella setosa är en gräsart som beskrevs av Carl Bernhard von Trinius. Arundinella setosa ingår i släktet Arundinella och familjen gräs. Inga underarter finns listade i Catalogue of Life.